# Governo Major I
Il Governo Major I è stato l'ottantottesimo governo del Regno Unito in carica dal 28 novembre 1990 all'10 aprile 1992, durante la cinquantesima legislatura della Camera dei comuni.

## Storia
Guidato dal nuovo Primo ministro conservatore John Major, questo governo è stato formato e sostenuto dal solo Partito conservatore, che disponeva di 373 deputati su 650, ovvero il 57,4% dei seggi alla Camera dei comuni.
Il governo, formatosi in seguito alle dimissioni di Margaret Thatcher, al potere dal maggio 1979, succedette al terzo governo Thatcher, costituito e sostenuto solamente dal Partito conservatore.
A causa della sua impopolarità e delle contestazioni pubbliche, la Thatcher non era riuscita a ottenere al primo turno l'elezione a leader del partito, organizzato il 20 novembre 1990; nonostante fosse in vantaggio rispetto all'avversario Michael Heseltine, non riuscì a imporsi al primo colpo, e così rinunciò a dirigere il Partito e il governo britannico. Venne dunque indetto un secondo turno il 27 novembre, che vide Major in testa, ma senza soli due seggi per ottenere la maggioranza assoluta; allora i suoi oppositori, Heseltine e Douglas Hurd, si ritirarono e gli permisero di essere investito Primo ministro il giorno successivo.
La prima elezione parziale dopo la presa di funzioni da parte dell'esecutivo si tiene il 7 marzo 1991 nel collegio di Ribble Valley; si tratta del collegio di David Waddington, membro del gabinetto costretto a dimettersi dopo esser stato nominato lord a vita. Lo scrutinio vede la vittoria del candidato dei Liberal Democratici, che approfittò del crollo del candidato conservatore.
Durante le elezioni generali del 1992 i Conservatori subiscono un forte ridimensionamento, ma riescono a mantenere comunque una maggioranza assoluta abbastanza risicata; conseguentemente a ciò, la regina Elisabetta II conferma Major nelle sue funzioni, il quale formerà immediatamente il suo secondo governo.

## Situazione Parlamentare
| Camera | Collocazione | Partiti | Seggi     |
| ------ | ------------ | --- | --------- |
| Camera | Maggioranza  | Conservatori (373) | 373 / 650 |
| Camera | Opposizione  | Conservatori (3), Laburisti (229), Liberal Democratici (22), Partito Nazionale Scozzese (3),Partito Unionista Democratico (3),Plaid Cymru (3),Partito Social Democratico e Laburista (3),Partito Unionista dell'Ulster (9),Indipendenti (1) | 277 / 650 |

## Composizione
| Carica                                                                | Titolare | Titolare | Titolare           | Partito      |
| --------------------------------------------------------------------- | -------- | -------- | ------------------ | ------------ |
| Primo ministro Primo lord del tesoro Ministro della funzione pubblica |          |          | John Major         | Conservatore |
| Cancelliere dello Scacchiere                                          |          |          | Norman Lamont      | Conservatore |
| Lord cancelliere                                                      |          |          | James Mackay       | Conservatore |
| Lord presidente del Consiglio Leader della Camera dei comuni          |          |          | John MacGregor     | Conservatore |
| Lord custode del sigillo privato Leader della Camera dei lord         |          |          | David Waddington   | Conservatore |
| Affari esteri e Commonwealth                                          |          |          | Douglas Hurd       | Conservatore |
| Interni                                                               |          |          | Kenneth Baker      | Conservatore |
| Difesa                                                                |          |          | Tom King           | Conservatore |
| Istruzione e scienza                                                  |          |          | Kenneth Clarke     | Conservatore |
| Impiego (fino al 05/07/1995)                                          |          |          | Michael Howard     | Conservatore |
| Energia                                                               |          |          | John Wakeham       | Conservatore |
| Ambiente                                                              |          |          | Michael Heseltine  | Conservatore |
| Salute                                                                |          |          | William Waldegrave | Conservatore |
| Commercio e industria Presidente del Board of Trade                   |          |          | Peter Lilley       | Conservatore |
| Trasporti                                                             |          |          | Malcolm Rifkind    | Conservatore |
| Irlanda del Nord                                                      |          |          | Peter Brooke       | Conservatore |
| Scozia                                                                |          |          | Ian Lang           | Conservatore |
| Galles                                                                |          |          | David Hunt         | Conservatore |
| Cancelliere del Ducato di Lancaster                                   |          |          | Chris Patten       | Conservatore |
| Tesoro                                                                |          |          | David Mellor       | Conservatore |
| Sicurezza sociale                                                     |          |          | Tony Newton        | Conservatore |